# فيسينتا ندونغو
فيسينتا ندونغو (بالإسبانية: Vicenta Ndongo)‏ هي ممثلة إسبانية، ولدت يوم 5 يوليو 1968 في برشلونة في إسبانيا.

## روابط خارجية
- فيسينتا ندونغو على موقع IMDb (الإنجليزية)
- فيسينتا ندونغو على موقع قاعدة بيانات الفيلم (الإنجليزية)

لم يتم العثور على روابط لمواقع التواصل الاجتماعي.